# Vivian Cheruiyot
Vivian Jepkemoi Cheruiyot (Keiyo, 11 ottobre 1983) è una mezzofondista e maratoneta keniota, campionessa olimpica dei 5000 metri piani a Rio de Janeiro 2016.

## Biografia
In carriera ha vinto il titolo di campionessa mondiale dei 5000 m piani a Berlino 2009 e Taegu 2011 e dei 10000 metri piani a Taegu 2011 e Pechino 2015. Oltre ai quattro titoli mondiali può vantare un argento mondiale conquistato nel 2007 ad Osaka.
Sui 5000 m piani ha conquistato anche un oro ai Giochi del Commonwealth (Nuova Delhi 2010) ed ai campionati africani (Nairobi 2010). Sempre nel corso del 2010 ha vinto anche l'argento ai Mondiali indoor nei 3000 m piani e si è aggiudicata la BOclassic.

## Record nazionali
Seniores
- 2000 metri piani: 5'31"52 ( Eugene, 7 giugno 2009)
- 10000 metri piani: 29'32"53 ( Rio de Janeiro, 12 agosto 2016)

## Palmarès
| Anno | Manifestazione          | Sede           | Evento         | Risultato | Prestazione | Note                          |
| ---- | ----------------------- | -------------- | -------------- | --------- | ----------- | ----------------------------- |
| 1998 | Mondiali di cross       | Marrakech      | Corsa U20      | 5ª        | 19'47"      |                               |
| 1998 | Mondiali di cross       | Marrakech      | A squadre U20  | Argento   | 20 p.       |                               |
| 1999 | Mondiali di cross       | Belfast        | Corsa U20      | Argento   | 21'37"      |                               |
| 1999 | Mondiali di cross       | Belfast        | A squadre U20  | Argento   | 31 p.       |                               |
| 1999 | Mondiali U18            | Bydgoszcz      | 3000 m piani   | Bronzo    | 9'04"42     |                               |
| 1999 | Giochi panafricani      | Johannesburg   | 5000 m piani   | Bronzo    | 15'42"79    |                               |
| 2000 | Mondiali di cross       | Vilamoura      | Corsa U20      | Oro       | 20'34"      |                               |
| 2000 | Mondiali di cross       | Vilamoura      | A squadre U20  | Oro       | 12 p.       |                               |
| 2000 | Giochi olimpici         | Sydney         | 5000 m piani   | 14ª       | 15'33"66    |                               |
| 2001 | Mondiali di cross       | Ostenda        | Corsa U20      | 4ª        | 22'06"      |                               |
| 2001 | Mondiali di cross       | Ostenda        | A squadre U20  | Argento   | 20 p.       |                               |
| 2002 | Mondiali di cross       | Dublino        | Corsa U20      | Bronzo    | 20'22"      |                               |
| 2002 | Mondiali di cross       | Dublino        | A squadre U20  | Oro       | 13 p.       |                               |
| 2002 | Mondiali U20            | Kingston       | 5000 m piani   | Bronzo    | 15'56"04    |                               |
| 2004 | Mondiali di cross       | Bruxelles      | Corsa breve    | 8ª        | 13'23"      |                               |
| 2004 | Mondiali di cross       | Bruxelles      | A squadre      | Argento   | 21 p.       |                               |
| 2006 | Mondiali di cross       | Fukuoka        | Corsa breve    | 8ª        | 13'10"      |                               |
| 2006 | Mondiali di cross       | Fukuoka        | A squadre      | Argento   | 26 p.       |                               |
| 2007 | Mondiali di cross       | Mombasa        | Corsa seniores | 8ª        | 28'10"      |                               |
| 2007 | Mondiali di cross       | Mombasa        | A squadre      | Argento   | 26 p.       |                               |
| 2007 | Mondiali                | Osaka          | 5000 m piani   | Argento   | 14'58"50    |                               |
| 2008 | Giochi olimpici         | Pechino        | 5000 m piani   | 4ª        | 15'46"32    |                               |
| 2009 | Mondiali                | Berlino        | 5000 m piani   | Oro       | 14'57"97    |                               |
| 2010 | Mondiali indoor         | Doha           | 3000 m piani   | Argento   | 8'51"85     |                               |
| 2010 | Campionati africani     | Nairobi        | 5000 m piani   | Oro       | 16'18"72    |                               |
| 2010 | Giochi del Commonwealth | Nuova Delhi    | 5000 m piani   | Oro       | 15'55"12    |                               |
| 2011 | Mondiali di cross       | Punta Umbría   | Corsa seniores | Oro       | 24'58"      |                               |
| 2011 | Mondiali di cross       | Punta Umbría   | A squadre      | Oro       | 15 p.       |                               |
| 2011 | Mondiali                | Taegu          | 5000 m piani   | Oro       | 14'55"36    |                               |
| 2011 | Mondiali                | Taegu          | 10000 m piani  | Oro       | 30'48"98    | Miglior prestazione personale |
| 2012 | Giochi olimpici         | Londra         | 5000 m piani   | Argento   | 15'04"73    |                               |
| 2012 | Giochi olimpici         | Londra         | 10000 m piani  | Bronzo    | 30'30"44    | Miglior prestazione personale |
| 2015 | Mondiali                | Pechino        | 10000 m piani  | Oro       | 31'41"31    |                               |
| 2016 | Giochi olimpici         | Rio de Janeiro | 5000 m piani   | Oro       | 14'26"17    | Record olimpico               |
| 2016 | Giochi olimpici         | Rio de Janeiro | 10000 m piani  | Argento   | 29'32"53    | Record nazionale              |

## Campionati nazionali
1999
- Oro ai campionati kenioti under-20, 5000 m piani - 15'54"6

2000
- Argento ai campionati kenioti under-20, 5000 m piani - 15'46"2

2001
- 4ª ai campionati kenioti under-20, 5000 m piani - 15'59"4

2002
- Oro ai campionati kenioti under-20, 5000 m piani - 15'49"7

2009
- Oro ai campionati kenioti, 1500 m piani - 4'07"66

2010
- Oro ai campionati kenioti, 5000 m piani - 15'31"39

2011
- Oro ai campionati kenioti, 10000 m piani - 31'55"8

2012
- Oro ai campionati kenioti, 10000 m piani - 32'24"52

2015
- Oro ai campionati kenioti, 1500 m piani - 4'09"88

2023
- 12ª ai campionati kenioti, 10000 m piani - 33'25"09"

2024
- 16ª ai campionati kenioti di corsa campestre - 33'52"

## Altre competizioni internazionali
2005
- 7ª ai London Anniversary Games ( Londra), 5000 m piani - 15'23"99

2006
- 5ª al Memorial Van Damme ( Bruxelles), 5000 m piani - 14'47"43
- Oro al Cross Internacional de Soria ( Soria) - 27'38"
- Bronzo alla World Athletics Final ( Stoccarda), 3000 m piani - 8'38"86
- 5ª alla World Athletics Final ( Stoccarda), 5000 m piani - 16'07"95

2007
- Argento ai Bislett Games ( Oslo), 5000 m piani - 14'22"51
- Oro all'ISTAF Berlin ( Berlino), 5000 m piani - 14'50"78
- Oro alla San Silvestre Vallecana ( Madrid) - 31'50"
- Argento alla World Athletics Final ( Stoccarda), 3000 m piani - 8'28"66
- Oro alla World Athletics Final ( Stoccarda), 5000 m piani - 14'56"94

2008
- Argento alla World Athletics Final ( Stoccarda), 3000 m piani - 8'44"64
- Argento alla World Athletics Final ( Stoccarda), 5000 m piani - 14'54"60
- Oro al Memorial Van Damme ( Bruxelles), 5000 m piani - 14'25"43
- Argento al Prefontaine Classic ( Eugene), 5000 m piani - 14'57"43
- Oro al British Grand Prix ( Gateshead), 3000 m piani - 8'33"66

2009
- Argento ai Bislett Games ( Oslo), 5000 m piani - 14'37"01
- Bronzo alla Golden Spike ( Ostrava), 5000 m piani - 14'38"26
- Oro al British Grand Prix ( Gateshead), 3000 m piani - 8'53"04
- Oro al Prefontaine Classic ( Eugene), 2000 m piani - 5'31"52
- Argento al Memorial Van Damme ( Bruxelles), 2000 m piani - 5'35"46
- Oro alla Great Manchester Run ( Manchester) - 32'01"
- Oro alla San Silvestre Vallecana ( Madrid) - 32'15
- Argento alla World Athletics Final ( Salonicco), 3000 m piani - 8'30"61
- Bronzo alla World Athletics Final ( Salonicco), 5000 m piani - 15'26"21

2010
- Oro al Meeting de Paris ( Parigi), 5000 m piani - 14'27"41
- Oro al Memorial Van Damme ( Bruxelles), 5000 m piani - 14'34"13
- Argento ai London Anniversary Games ( Londra), 5000 m piani - 14'38"17
- Oro all'Athletissima ( Losanna), 3000 m piani - 8'34"58
- Oro alla BOclassic ( Bolzano), 5 km - 15'53"
- Oro in Coppa continentale ( Spalato), 5000 m piani - 16'05"74
- Vincitrice della Diamond League nella specialità dei 3000 / 5000 m piani (18 punti)

2011
- Oro al DN Galan ( Stoccolma), 5000 m piani - 14'20"87
- Oro allo Shanghai Golden Grand Prix ( Shanghai), 5000 m piani - 14'31"92
- Oro al Prefontaine Classic ( Eugene), 5000 m piani - 14'33"96
- Oro alla BOclassic ( Bolzano), 5 km - 16'03"
- Vincitrice della Diamond League nella specialità dei 3000 / 5000 m piani (20 punti)

2012
- Oro al Golden Gala ( Roma), 5000 m piani - 14'35"62
- Oro al Memorial Van Damme ( Bruxelles), 5000 m piani - 14'46"01
- Oro ai London Anniversary Games ( Londra), 5000 m piani - 14'48"86
- Argento al British Grand Prix ( Birmingham), 3000 m piani - 8'41"22
- Oro alla Doha Diamond League ( Doha), 3000 m piani - 8'46"44
- Vincitrice della Diamond League nella specialità dei 3000 / 5000 m piani (18 punti)

2015
- Bronzo al Prefontaine Classic ( Eugene), 5000 m piani - 14'46"69
- Oro alla Great South Run ( Portsmouth), 10 miglia - 51'17"

2016
- Bronzo al Prefontaine Classic ( Eugene), 5000 m piani - 14'35"69
- Oro al british Grand Prix ( Birmingham), 5000 m piani - 15'12"79
- 4ª alla Doha Diamond League ( Doha), 3000 m piani - 8'31"86
- Oro alla Great North Run ( Newcastle upon Tyne) - 1h07'54"

2017
- 4ª alla Maratona di Londra ( Londra) - 2h23'50"
- Oro alla Maratona di Francoforte ( Francoforte sul Meno) - 2h23'35"
- Argento alla Mezza maratona di Lisbona ( Lisbona) - 1h09'44"
- Argento alla Great North Run ( Newcastle upon Tyne) - 1h07'44"

2018
- Oro alla Maratona di Londra ( Londra) - 2h18'31"
- Argento alla Maratona di New York ( New York) - 2h26'02"
- Oro alla Great North Run ( Newcastle upon Tyne) - 1h07'43"

2019
- Argento alla Maratona di Londra ( Londra) - 2h20'14"
- 4ª alla Maratona di Valencia ( Valencia) - 2h18'52"
- Oro alla Mezza maratona di Lisbona ( Lisbona) - 1h06'34"

2023
- 5ª alla Mezza maratona di Delhi ( Nuova Delhi) - 1h1126"
- 6ª alla Zevenheuvelenloop ( Nimega), 15 km - 49'19"

2024
- Bronzo alla Maratona di New York ( New York) - 2h25'21"
- Bronzo alla Maratona di Parigi ( Parigi) - 2h21'47"
- 6ª alla Great North Run ( Newcastle upon Tyne) - 1h07'54"

2025
- 5ª alla Maratona di Londra ( Londra) - 2h22'32"
- 9ª alla Mezza maratona di Lisbona ( Lisbona) - 1h09'27"